# Milaan-San Remo 1943
De wielerklassieker Milaan-San Remo 1943 werd gereden op 19 maart 1943. De koers werd gewonnen door Cino Cinelli. Acht renners werden samen negende dit waren Osvaldo Bailo, Olimpio Bizzi, Giulio Bresci, Mario Fazio, Adolfo Leoni, Fiorenzo Magni, Vito Ortelli en Mario Ricci. Vier renners werden samen op de 17e plaats geplaatst dit waren Giovanni De Stefanis, Diego Marabelli, Ennio Nardini en Mario Vicini.

## Deelnemende ploegen
| Deelnemende teams         | Deelnemende teams   | Deelnemende teams       | Deelnemende teams     |
| ------------------------- | ------------------- | ----------------------- | --------------------- |
| Bianchi                   | Olmo                | Aquilano                | US Legnanese          |
| Viscontea                 | Taddei              | Legnano                 | Battisti-Aquilano     |
| Dopolavoro Caproni Trento | SS Tempora Bettolle | Millizia Contraera Roma | Dopolavoro A. Vismara |
| AS Forli                  | SS Genova 1913      |                         |                       |

## Uitslag
| Milaan–San Remo 1943 |                      |                   |          |
| Plaats               | Naam                 | Ploeg             | Tijd     |
| Winnaar              | Cino Cinelli         | Bianchi           | 8u06'00" |
| 2                    | Glauco Servadei      | Bianchi           | z.t.     |
| 3                    | Quirino Toccacelli   | Olmo              | z.t.     |
| 4                    | Pierino Favalli      | Legnano           | z.t.     |
| 5                    | Gino Bartali         | Legnano           | z.t.     |
| 6                    | Mario de Benedetti   | Olmo              | z.t.     |
| 7                    | Salvatore Crippa     | Aquiliano         | z.t.     |
| 8                    | Severino Canavesi    | US Legnanese      | z.t.     |
| 9                    | Osvaldo Bailo        | Viscontea         | z.t.     |
| 10                   | Olimpio Bizzi        | Bianchi           | z.t.     |
| 11                   | Giulio Bresci        | Taddei            | z.t.     |
| 12                   | Mario Fazio          | Viscontea         | z.t.     |
| 13                   | Adolfo Leoni         | Bianchi           | z.t.     |
| 14                   | Fiorenzo Magni       | Bianchi           | z.t.     |
| 15                   | Vito Ortelli         | Bianchi           | z.t.     |
| 16                   | Mario Ricci          | Legnano           | z.t.     |
| 17                   | Giovanni De Stefanis | Bianchi           | z.t.     |
| 18                   | Diego Marabelli      | Battisti-Aquilano | z.t.     |
| 19                   | Ennio Nardini        | Individueel       | z.t.     |
| 20                   | Mario Vicini         | Viscontea         | z.t.     |

1907 · 1908 · 1909 · 1910 · 1911 · 1912 · 1913 · 1914 · 1915 · 1916 · 1917 · 1918 · 1919 · 1920 · 1921 · 1922 · 1923 · 1924 · 1925 · 1926 · 1927 · 1928 · 1929 · 1930 · 1931 · 1932 · 1933 · 1934 · 1935 · 1936 · 1937 · 1938 · 1939 · 1940 · 1941 · 1942 · 1943 · 1944 · 1945 · 1946 · 1947 · 1948 · 1949 · 1950 · 1951 · 1952 · 1953 · 1954 · 1955 · 1956 · 1957 · 1958 · 1959 · 1960 · 1961 · 1962 · 1963 · 1964 · 1965 · 1966 · 1967 · 1968 · 1969 · 1970 · 1971 · 1972 · 1973 · 1974 · 1975 · 1976 · 1977 · 1978 · 1979 · 1980 · 1981 · 1982 · 1983 · 1984 · 1985 · 1986 · 1987 · 1988 · 1989 · 1990 · 1991 · 1992 · 1993 · 1994 · 1995 · 1996 · 1997 · 1998 · 1999 · 2000 · 2001 · 2002 · 2003 · 2004 · 2005 · 2006 · 2007 · 2008 · 2009 · 2010 · 2011 · 2012 · 2013 · 2014 · 2015 · 2016 · 2017 · 2018 · 2019 · 2020 · 2021 · 2022 · 2023 · 2024 · 2025
Lijst van beklimmingen